# Dänische Badmintonmeisterschaft 2025
Die Dänische Badmintonmeisterschaft 2025 fand vom 5. bis zum 8. Februar 2025 in Sønderborg statt. Es war die 95. Austragung der nationalen Titelkämpfe im Badminton in Dänemark.

## Titelträger
| Disziplin    | Gold                                                                       | Silber                                                     | Bronze                                                        |
| ------------ | -------------------------------------------------------------------------- | ---------------------------------------------------------- | ------------------------------------------------------------- |
| Herreneinzel | Rasmus Gemke, Skovshoved IF                                                | Magnus Johannesen, Hjørring                                | Jakob Houe Andersen, Højbjerg BK                              |
| Herreneinzel | Rasmus Gemke, Skovshoved IF                                                | Magnus Johannesen, Hjørring                                | Mads Christophersen, Skovshoved IF                            |
| Dameneinzel  | Line Christophersen, Skovshoved IF                                         | Line Kjærsfeldt, Højbjerg BK                               | Frederikke Østergaard, Frederikshavn                          |
| Dameneinzel  | Line Christophersen, Skovshoved IF                                         | Line Kjærsfeldt, Højbjerg BK                               | Amalie Schulz Terp-Nielsen, Værløse                           |
| Herrendoppel | Rasmus Kjær, Gentofte BK Frederik Søgaard, Solrød Strand                   | Kim Astrup, Hvidovre BC Rasmus Prasz Espersen, Gentofte BK | Daniel Lundgaard, Skovshoved IF Mads Vestergaard, Højbjerg BK |
| Herrendoppel | Rasmus Kjær, Gentofte BK Frederik Søgaard, Solrød Strand                   | Kim Astrup, Hvidovre BC Rasmus Prasz Espersen, Gentofte BK | Andreas Søndergaard, Værløse Jesper Toft, Højbjerg BK         |
| Damendoppel  | Maiken Fruergaard, Odense BK Natasja P. Anthonisen, Team Skælskør-Slagelse | Amalie Cecilie Kudsk Signe Schulz Terp-Nielsen             | Maria Højlund Tommerup Frederikke Lund                        |
| Damendoppel  | Maiken Fruergaard, Odense BK Natasja P. Anthonisen, Team Skælskør-Slagelse | Amalie Cecilie Kudsk Signe Schulz Terp-Nielsen             | Simona Pilgaard Sara Thygesen                                 |
| Mixed        | Jesper Toft, Højbjerg BK Amalie Magelund, Højbjerg BK                      | Mads Vestergaard Christine Busch Andreasen                 | Sebastian Bugtrup Alexandra Bøje                              |
| Mixed        | Jesper Toft, Højbjerg BK Amalie Magelund, Højbjerg BK                      | Mads Vestergaard Christine Busch Andreasen                 | Rasmus Prasz Espersen Amalie Cecilie Kudsk                    |